# Marcus Ward Lyon
Marcus Ward Lyon, Jr., född 5 februari 1875 i Rock Island Arsenal, Illinois, USA, död 19 maj 1942 i South Bend, Indiana, var en amerikansk psykolog, bakteriolog och patolog. Han hade professurer i fysiologi, bakteriologi, veterinärzoologi och parasitologi och skrev ett stort antal delvis mycket värdefulla bidrag till däggdjurens systematik och geografiska utbredning, ävensom till parasitologin.

## Biografi
Lyons var son till kapten Marcus Ward Lyon Sr. och Lydia Anna Lyon.Han hade två bröder, Henry S. Lyon och James W. Lyon. På grund av sin fars militära karriär flyttade Lyons familj över USA under hela hans barndom och under tonåren. Den första antydan om den unga Lyons framtida vetenskapliga intressen kom när de var stationerade i Watertown Arsenal, nära Boston, Massachusetts, där han började samla insekter och djur från det lokala området. Några andra detaljer om hans tidig liv är ej dokumenteradeförrän 1893, då han avlade examen på Rock Island High School då fadern uppenbarligen åter hade posterats på Rock Island Arsenal. Lyon studerade vid Brown University och kompletterade 1897 sin kandidatexamen med utbildning i biologi. År 1898 började han sina forskarutbildningar vid George Washington University och fick sin masterexamen 1900, sin medicine doktorsexamen 1902 och sin filosofie doktorsexamen 1913.
Lyon gifte sig med Martha Marie Brewer från Lanham, Maryland, 1902, och tillsammans fick de en dotter, Charlotte Lyon.Lyon och hans hustru deltog i vetenskapliga möten tillsammans och reste 1911 till Europa för att se museer och besöka kända zoologer. Martha Brewer Lyon arbetade senare som ögonläkare på South Bend Clinic tillsammans med sin make, tills hon 1931 öppnade sin egen klinik. Hon behöll denna fram till sin död i januari 1942. Lyon avled i maj 1942 i sitt hem i South Bendoch begravdes den 27 maj på Arlington National cemetery. 
Lyon var känd för sin kärlek till naturen och kritiserade dåligt förvaltade bevarandeprogram i sin uppsats "Conservation from the Naturalist's Point of View" (1939).

## Karriär och vetenskapligt arbete

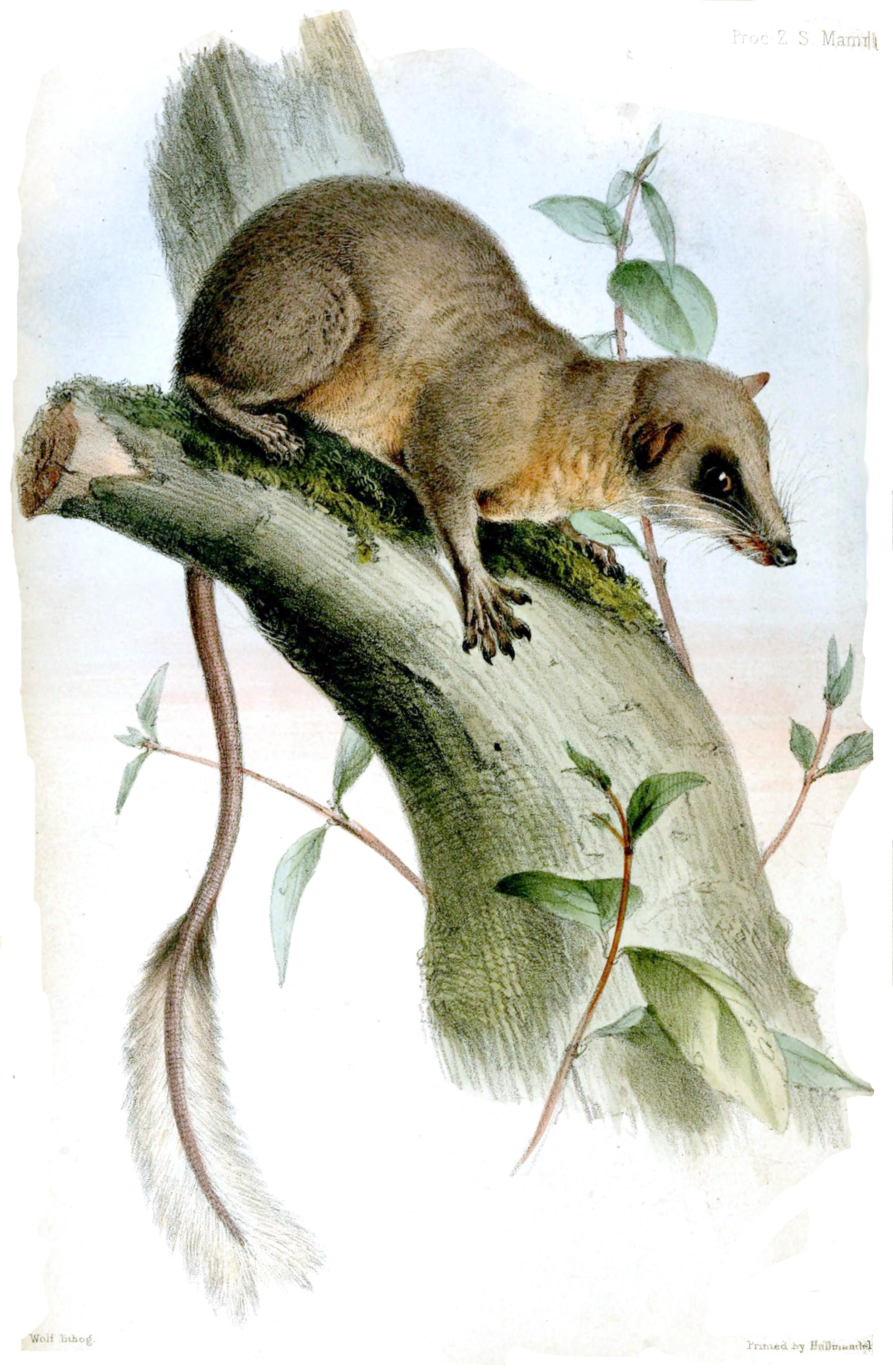
Lyon är taxonomiskt ansvarig för familjen Ptilocercidae och andra däggdjurs taxa.

Efter sin första examen tillbringade Lyon ett år vid North Carolina Medical College, där han undervisade i bakteriologi. I samband med sina forskarutbildningar flyttade han 1898 till Washington, D.C., för att bli deltidsmedhjälpare vid avdelningen för däggdjur vid United States National Museum (USNM). Lyon befordrades senare till biträdande intendent för däggdjur. USNM sände honom 1899 till Venezuela med löjtnant Wirt Robinson i USA:s armé för att samla däggdjurexemplar och utnämnde honom senare till dess högsta specialagent för 1904 års Louisiana Purchase Exposition i St. Louis och 1905 Lewis och Clark hundraårsutställning i Portland, Oregon. Han behöll sin post vid USNM fram till 1912. Lyon undervisade i fysiologi (1903–1904 och 1907–1909) och bakteriologi (1909–15) vid Howard University Medical School.
Under senare hälften av 1915 började Lyon undervisa vid George Washington University Medical School, med kurser i bakteriologi och patologi fram till 1917 och veterinär zoologi och parasitologi från 1917 till 1918. År 1917 gick han med i den amerikanska armén och tjänstgjorde som patolog vid Walter Reed Army Hospital under första världskriget. I september 1919 flyttade han till Medical Reserve Corps som major. Vid slutet av året, erbjöds en tjänst i patologi på den South Bend Clinic i South Bend, Indiana. Hans fru, Martha, fick också en tjänst på samma klinik och började som ögonläkare. Lyon behöll sin plats på kliniken fram till sin död 1942.

## Publikationer
Under sin karriär publicerade Lyon mer än 160 artiklar, ungefär 80 av dem var inom zoologi och 55 fler inom patologi. Andra publikationer var bland annat fyra artiklar i botanik, många bokrecensioner, tekniska rapporter och tidningsartiklar. Innan flyttningen till Indiana, skrev han många uppsatser inom mammalogi som främst berörde morfologi, systematik, och zoogeografi. Förutom sin doktorsavhandling, med titeln "Treeshrews: A account of the mammalian family Tupaiidae", skrev han artiklar om andra däggdjur i Fjärran Östern, med vilka han hade blivit mycket bekant genom sin studie av samlingarna som skickades till USNM. Efter avslutet 1912 av hans relation med USNM, fortsatte Lyon att skriva mammalogimaterial och började publicera grundläggande medicinska studier.